# داگلاس دایاموند
داگلاس دایاموند (انگلیسی: Douglas Diamond؛ زادهٔ اکتبر ۱۹۵۳ (۷۱ سال)) اقتصاددان، و استاد دانشگاه اهل ایالات متحده آمریکا است و در مدرسه کسب و کار بوث در دانشگاه شیکاگو اشتغال دارد. وی در زمینه واسطه گری مالی، بحران مالی و نقدینگی تخصص دارد.
وی همچنین به همراه بن برننکی و فیلیپ دیبویگ برای پژوهش در زمینه «بانک ها و بحران مالی» برندهٔ جایزه یادبود نوبل علوم اقتصادی در سال ۲۰۲۲  شده‌است.